# 도모치정
도모치정(일본어: 砥用町)은 일본 구마모토현 중부에 위치했던 정이다.
2004년 11월 1일, 주오정과 합병해 미사토정이 되었기 때문에 자치체로서는 소멸하였다.

## 역사
조안 (1173년, 헤이안 전성기)부터 아소씨의 소령이 되어 이후 오랫동안 지배를 받았다. 아소씨는 아소가 발상지이지만, 미나미 아소에서 도요 옆의 야베 하마마치(矢部・浜町)로 거점(하마노칸)을 옮겨 세력을 확장해 나갔다. 전성기에는 구마모토 중부를 지배하며 영향력을 행사했다고 한다. 
- 1889년 4월 1일 - 정촌제 시행에 수반해 히가시토모치촌, 니시토모치촌이 성립하였다.
- 1924년 4월 1일 - 니시토모치촌이 정으로 승격해 도모치정이 되었다.
- 1955년 4월 1일 - 도모치정, 히가시토모치촌이 합병해 (신) 도모치정이 성립하였다.
- 2004년 11월 1일 - 주오정과 합병, 미사토정이 성립하였다.

## 교통

### 도로
- 국도 218호선
- 국도 445호선

## 참고 문헌
- 角川日本地名大辞典編纂委員会, 『角川日本地名大辞典 43 熊本県』1987, 角川書店